# Wang Nan
Wang Nan (Liaoning, 23 de Outubro de 1978) é uma mesa-tenista chinesa campeã mundial e olímpica.

## Principais títulos
- 1994 - Campeã asiática Júnior[1]
- 1998 - Campeã dos Jogos Asiáticos[1]
- 1999 - Campeã Mundial[1]
- 2000 - Campeã dos Jogos Olímpicos de Sydney
- 2001 - Campeã Mundial[1]
- 2003 - Campeã Mundial[1]
- 2006 - Campeã da Copa da Ásia[1]
- 2008 - Vice-Campeã dos Jogos Olímpicos de Pequim